# Gustavo Victoria
Gustavo Victoria, mit vollem Namen Gustavo Andrés Victoria Rave, (* 14. Mai 1980 in Armenia) ist ein kolumbianischer Fußballspieler.

## Karriere

### Im Verein
Gustavo Victoria spielte bis 1999 in der Jugendmannschaft von Deportes Quindío. Im Januar 1999 wurde er in die erste Mannschaft berufen und spielte bis zu seinem Abgang 2001 in 36 Ligaspielen. Für Deportivo Cali spielte Gustavo Victoria ein halbes Jahr und wechselte im Sommer 2001 leihweise in die Türkei zu Galatasaray Istanbul.
Mit den Gelb-Roten wurde der Außenverteidiger am Ende der Saison 2001/02 türkischer Meister. Nach dieser Spielzeit kehrte er nach Kolumbien zurück. Seine Karriere setzte Victoria im Winter 2002/03 in der Türkei fort und wechselte zu Gaziantepspor. Dort spielte er die Rückrunde der Spielzeit 2002/03 und wechselte danach zum Ligakonkurrenten Çaykur Rizespor. Bei Çaykur Rizespor stand Gustavo Victoria fünf Jahre lang unter Vertrag und kam zu 110 Ligaspielen. Während der Zeit in Rize spielte er auf Leihbasis eine halbe Saison für Millonarios FC.
Nach seiner Zeit in der Türkei stand er bei América de Cali, Deportivo Pereira und zuletzt bei Inti Gas unter Vertrag.

### In der Nationalmannschaft
Gustavo Victoria gehörte 2004 zum Kader Kolumbiens bei der Copa América. Er kam bei allen sechs Spielen zum Einsatz.

## Erfolge
Galatasaray Istanbul
- Türkischer Meister: 2002